# Euro Hockey Tour 2018/2019
Euro Hockey Tour 2018/2019 byl 23. ročník hokejové soutěže Euro Hockey Tour. 

## Karjala Cup
Turnaj Karjala Cup 2018 probíhal od 8. do 11. listopadu 2018 ve finských Helsinkách s jedním venkovním zápasem v Praze.

## Channel One Cup
Turnaj Channel One Cup 2018 probíhal od 13. do 16. prosince 2018 v ruské Moskvě s jedním venkovním zápasem ve finských Tampere.

## Sweden Hockey Games
Turnaj Sweden Hockey Games 2019 probíhal od 7. do 10. února 2019 ve švédském Stockholmu s dvěma zápasy v Södertälje a jedním venkovním zápasem v Helsinkách.

## Czech Hockey Games
Turnaj Czech Hockey Games 2019 bude probíhat od 2. do 5. května 2019 v Česku s jedním venkovním zápasem v Švédsku.

## Dočasná tabulka EHT 2018/2019
| Poř. | Tým     | Z | V | VP | PP | P | VG | OG | B  |
| ---- | ------- | - | - | -- | -- | - | -- | -- | -- |
| 1.   | Rusko   | 9 | 5 | 2  | 0  | 2 | 32 | 17 | 20 |
| 2.   | Česko   | 9 | 3 | 1  | 0  | 5 | 24 | 27 | 11 |
| 3.   | Finsko  | 9 | 3 | 1  | 2  | 3 | 16 | 20 | 13 |
| 4.   | Švédsko | 9 | 3 | 0  | 2  | 4 | 17 | 27 | 11 |

## Vysvětlivky k tabulkám a zápasům
- Z – počet odehraných zápasů
- V – počet vítězství
- VP – počet výher po prodloužení (nebo po samostatných nájezdech)
- PP – počet proher po prodloužení (nebo po samostatných nájezdech)
- P – počet proher
- VG – počet vstřelených gólů
- OG – počet obdržených gólů
- B – počet bodů